# Teatro Rivoli
O Teatro Rivoli, pertença da Câmara Municipal do Porto, é um dos dois pólos do chamado Teatro Municipal do Porto, sendo o outro polo o também Municipal Teatro Campo Alegre. Fica situado na Praça D. João I e apresenta programação própria e regular, sob direção de Tiago Guedes e sob a alçada do Pelouro da Cultura da autarquia.

## História
Em 1913 foi inaugurado, o então chamado Teatro Nacional.
Nos anos seguintes, mudanças no centro urbano obrigaram a repensar e modernizar o imóvel, e assim, em 1923, aparecia o Teatro Rivoli, remodelado, adaptado ao cinema e com programação de ópera, dança, teatro e concertos. O projecto arquitectónico é da responsabilidade do Arquitecto e Engenheiro Júlio José de Brito.
As décadas de 1940 e 1950 representam anos dourados na história daquela sala, graças a Maria Borges. A filha de Manuel Pires Fernandes assume o teatro como um projeto pessoal e faz muitas melhorias. A mais importante é o painel em baixo-relevo, da autoria do escultor Henrique Moreira, que ainda hoje se pode ver no topo da fachada.
O facto de Maria Borges, que era casada com um dos banqueiros do banco Borges & Irmão, ter adoecido e ido viver para Lisboa, foi decisivo para o definhar do Rivoli. “No início dos anos 60 o banco Borges & Irmão ainda não teria desistido totalmente de um velho projeto de demolir o Rivoli e construir uma nova sede. Após a morte da mecenas, em 1976, o Rivoli foi vendido pelos herdeiros a William Graham. Como o Banco Português do Atlântico (BPA) era credor de Graham, acabou por ficar com o teatro.
Na década de 1970, a imagem do Teatro sofreu um revés, provocado por uma má situação financeira. O Rivoli começou a degradar-se, com equipamento obsoleto, sem programação regular ou público próprio. Em1989, a Câmara Municipal do Porto decidiu comprar a estrutura, de forma a devolvê-la à cidade e aos seus habitantes.
Em 1992 Teatro fechou para uma total remodelação com projecto do arquitecto Pedro Ramalho. A área existente de 6.000 m² foi ampliada para mais de 11.000m², criando-se um Auditório Secundário, um Café-concerto, uma Sala de Ensaios e um Foyer de Artistas, assim como espaços para os Serviços Administrativos e os Serviços Técnicos.
Em Outubro de 16 de Outubro de 1997 o Rivoli Teatro Municipal reabriu as suas portas.
De 2007 a 2011 o teatro foi gerido por Filipe La Féria.
Em 2014, a Cultura da Câmara Municipal do Porto (Presidente: Rui Moreira; Vereador da Cultura: Paulo Cunha e Silva) assumiu definitivamente os destinos do Teatro Municipal (Rivoli e Campo Alegre). De setembro a dezembro foi apresentado no Rivoli o programa O Rivoli Já Dança!, exemplo da programação que o Teatro Municipal propõe agora.
Em janeiro de 2015, o novo diretor artístico, Tiago Guedes, apresentou a programação até março e desde logo sobressai a vontade, pelas opções tomadas, de voltar a colocar o Rivoli no mapa dos grandes eventos culturais, com projeção nacional e internacional.
Pela primeira vez concebida na íntegra pela nova direção artística, a proposta do Rivoli abre-se a múltiplas artes, com destaque natural para a dança, mas com espaço para a performance,o teatro, o cinema, o pensamento, a música, a literatura, as exposições, workshops, marionetas, residências artísticas ou o novo circo.